# Амелія Орлеанська
Амелія Орлеанська (фр. Amélie d'Orléans, порт. Amélia de Orleães), повне ім'я Марія Амелія Луїза Єлена Орлеанська (фр. Marie Amélie Louise Hélène d’Orléans; 28 вересня 1865 — 25 жовтня 1951) — французька принцеса з Орлеанського дому, донька графа Паризького Луї-Філіпа та принцеси Марії Ізабелли Орлеанської, дружина короля Португалії Карлуша I, матір останнього короля Португалії Мануела II. Засновниця музею королівських карет, інституту допомоги потерпілим у корабельних аваріях та інституту допомоги хворим на сухоти.
Під час нападу терористів-убивць 1 лютого 1908 змогла врятувати молодшого сина, який став наступним королем країни.
Після встановлення у Португалії республіки у 1910 році перебувала у вигнанні. Решту життя провела у Франції, переживши всіх своїх нащадків.

## Біографія

### Дитинство
Амелія народилася 28 вересня 1865 року в резиденції Йорк-хаус у Твікенемі, що наразі є передмістям Лондона. Вона стала первістком в родині графа Паризького Луї-Філіпа та його дружини Марії Ізабелли Орлеанської, з'явившись на світ наступного року після їхнього весілля.

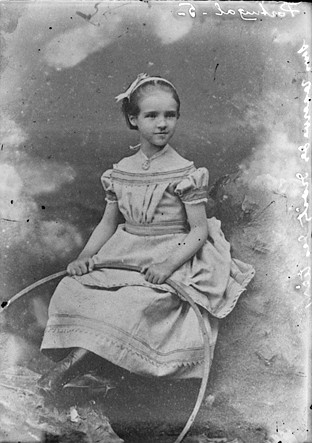
Амелія Орлеанська в дитячому віці

 Ще до її народження батько брав участь у Громадянській війні в США на боці Півночі. Він також був претендентом на французький трон під іменем Луї-Філіпа II, однак перебував у вигнанні через встановлення у Франції республіки, а згодом — режиму Наполеона III.
Перші роки життя Амелія провела в Англії. В цей час у неї з'явився молодший брат Луї-Філіп та сестра Єлена. Влітку 1871 році у Франції було скасовано закон про вигнання, який стосувався Орлеанського дому, і Луї-Філіп із сімейством зміг повернутися на батьківщину. Наступного року були скасовані наполеонівські декрети конфіскації майна королівської сім'ї, і у віданні родини опинився палаци в Е та Рандані та замок Амбуаз. Під час знаходження у Парижі, за запрошенням герцогині Галлієри, вони жили на першому поверсі готелю Матіньйон. У Франції народилися менші дітиː Шарль, Ізабелла, Жак, Луїза та Фердинанд.
Амелія часто навідувала своїх родичів у Австрії та Іспанії. Під час поїздок зарубіжна преса наголошувала на її вроді та елегантності. Завдяки матері принцеса отримала добру освіту. Проте більш близькі стосунки в неї склалися з батьком, із яким вона поділяла любов до коней та природи. Також дівчина цікавилася театром та оперою, мала хист до живопису. Захоплювалася читанням, листувалася із улюбленими авторами. Протягом всього життя вела щоденник, де описувала свій душевний стан та пережиті емоції.

### Шлюб
У січні 1886 року на полюванні у замку Шантійї, який належав її дядьку, герцогу Омальському, Амелія познайомилася із спадкоємцем престолу Португалії Карлушем. Після зустрічі із принцесою той писав у листі до батькаː «Жодне створіння не є красивішим за неїǃ». Молоді люди закохалися одне в одного, і 7 лютого 1886 року було оголошено про їхні заручини.

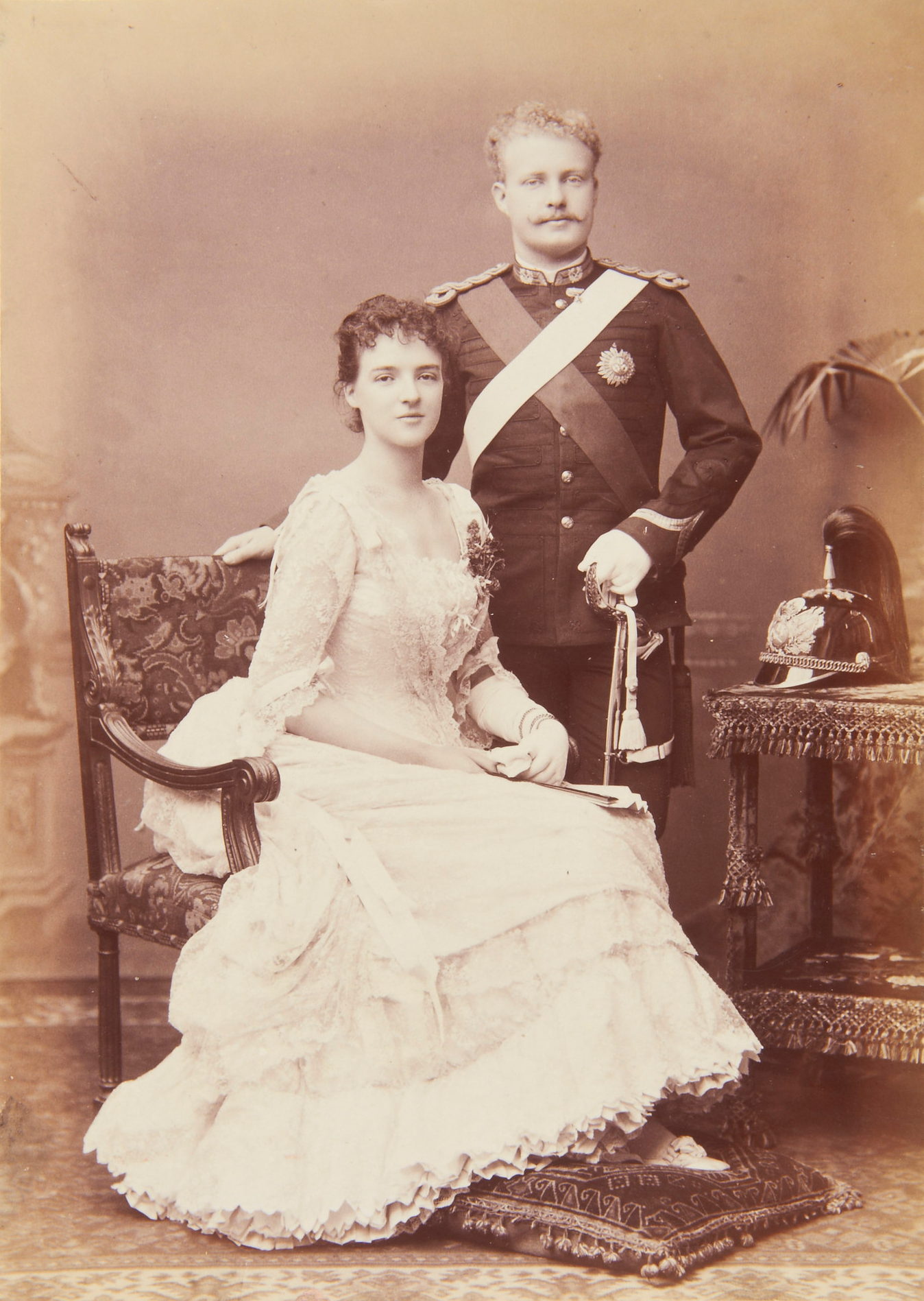
Амелія та Карлуш, 1886

 6 березня 1886 матір Амелії влаштувала в готелі Матіньйон розкішний прийом з приводу цього союзу, однак представники влади та дипломатичний корпус на нього запрошені не були. Проте подія освітлювалася у газетах, де повідомлялися деталі свята, зокрема, що гості прибули на 2 000 карет. Кількість витрачених грошей обурила республіканські кола. За кілька місяців депутати прийняли новий закон про вигнання, який стосувався прямих спадкоємців престолу, і родина графа Паризького знову була змушена залишити країну. Амелія до цього часу вже від'їхала до своєї нової батьківщини. 18 травня вона ступила на португальську землю, а 19 травня — прибула до Лісабону та була привітно зустрінута при дворі. Її краса, темне волосся, карі очі та високий зріст (180 см) вразили португальців.
У віці 20 років вона взяла шлюб із 22-річним спадкоємцем престолу Португалії Карлушем.
Вінчання відбулося 22 травня 1886 у церкві Санто-Домінго у Лісабоні. Відмічали, що погода була напрочуд сонячною. Простий люд вийшов на вулиці аби супроводжувати церемонію. Святкування тривало кілька днів. Після короткого медового місяця у Сінтрі молодята оселилися у Беленському палаці. Амелія писала подрузіː «Я дуже добре адаптувалася до нового життя, батьки мого чоловіка дуже ніжні до мене, і люди виказують мені доброту».
У шлюбі народила трьох дітей. Після народження первістка пара здійснила офіційний візит до Лондону для участі у святкуванні Золотого ювілею королеви Вікторії. Після церемоній вони вирушили до Шотландії, де Амелія дізналася про свою другу вагітність. Після повернення до Португалії подружжя здійснило візит до півночі країни, а у 1889 році провело кілька тижнів в Іспанії.
З метою забезпечити дітям добру освіту та розширити свої культурні горизонти Амелія із синами здійснила поїздку по Середземному морю на борту королівської яхти, оглядаючи в портах залишки стародавніх римських, грецьких та єгипетських цивілізацій.

### Королева Португалії

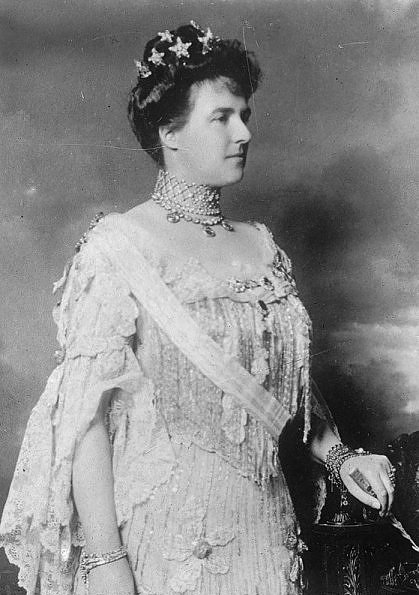
Королева Амелія

У жовтні 1889 року помер король Луїш I, і Карлуш зійшов на трон Португалії. Амелії на той час було 24 роки. Молода королева, завдяки своїй елегантності, характеру та прихильності культурі впливала на двір. Також вона цікавилася добробутом народу, прагнучи викорінити в країні бідність та сухоти, створювала диспансери, санаторії, дешеві кухні та дитячі садки.
Стала засновницею у 1892 році приватної благодійної організації Королівський інститут допомоги зазнавшим корабельної аварії та Інституту Пастера у Португалії, а також Національного інституту допомоги хворим на сухоти. У 1905 році вона відкрила Королівський музей карет у залі старої Королівської школи верхової їзди.
Її соціальна активність не завжди сприймалася позитивно. Багато аристократок вважали, що правителю не слід відвідувати бідні квартали та проводити час із хворими. Нападки на її контакти із біднотою здійснювала навіть республіканська преса. Однак, Амелія не звертала особливої уваги на негативні коментарі.
Ще у 1892 році вона отримала за свою роботу Золоту троянду від папи Римського Лева XIII. У червні 1901 разом із чоловіком здійснила подорож до Мадейри та Азорських островів. У листопаді 1904 пара відвідала Англію.
Монархія у Португалії переживала часи кризи. У 1890 Велика Британія висунула країні ультиматум щодо виводу військ із африканських колоній, що спричинило розпуск уряду. 1891 в Порту відбувся республіканський заколот. У 1906 король зробив прем'єр-міністром непопулярного Жоао Франко. Наступного року в країні відбувся студентський страйк.
1 лютого 1908 року родина поверталася із Віла-Вісози в Алентежу, де проводила зимовий сезон полювання. Не зважаючи на атмосферу загального напруження, було вирішено прямувати до палацу у відкритій кареті. На Торговій площі на кортеж був здійснений напад убивць, внаслідок чого загинув король Карлуш та спадкоємець Людовик-Філіп. Королева відбивалася від терористів букетом квітів та кликала на допомогу. Таким чином їй вдалося врятувати меншого сина. Нападники були застрілені королівською охороною на місці. Карету із постраждалими доправили до Арсеналу і викликали туди вдовіючу королеву Марію Пію. Зустрівши донью Амелію, вона сказалаː «Вони вбили мого сина», на що та відповілаː «І мого такожǃ». Наступні п'ять років королева постійно носила траур.

### Останні роки

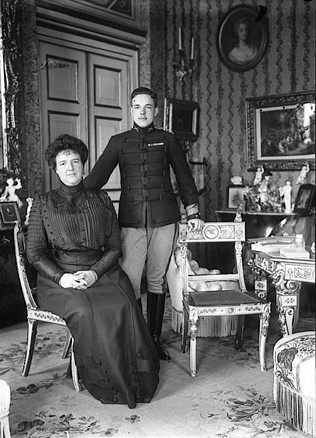
Королева Амелія із Мануелем

Від пережитого шоку Амелія так ніколи і не оговталася. Після вцарювання Мануела вона оселилася у гірському палаці Пена біля Сінтри, звідки виїжджала лише для допомоги синові. За два роки в країні була встановлена республіка, палац перейшов у державну власність, а королівська родина виїхала до Англії. Амелія із Мануелем оселилися у Твікенемі. Під час Першої світової війни королева-матір працювала волонтером в лікарнях Уондсворта й Вайтчепела, допомагаючи лікарям та медсестрам піклуватися про поранених.
У 1913 Мануель одружився із Августою Гогенцоллерн-Зігмарінген. Амелія через слабке здоров'я після 1919 року перебралася у шато де Бельвю в Ле-Шене, поблизу Версаля у Франції, де провела решту життя. Продовжувала підтримувати різні благодійні організації та Червоний Хрест.
У 1932 році Мануель раптово помер, не залишивши нащадків. Августа за кілька років одружилася вдруге.
Під час Другої світової війни прем'єр-міністр Португалії Антоніу Салазар запропонував Амелії право притулку, однак вона відмовилася, залишившись у Франції, хоча й писала до нього «Ви, доктор Салазар, повинні стати наступним королем Португалії». У травні 1944 року Амелія зустрічалася із маршалом Петеном у шато де Вуазан.
Королева навідала Португалію після закінчення війни. Між 19 травня та 30 червня вона подорожувала до Лісабону, Ерісейри, Фатіми, Буссако, монастирів Алкобасо та Батальї, оминаючи Віла-Вісозу.
Протягом останніх трьох років стан здоров'я Амелії погіршився. Вона мала проблеми із серцем та страждала на періоди депресії. Турбота про власний майбутній похорон стала для неї одержимістю. Королева продовжувала палко вірити у бога та щодня відвідувала месу в церкві Святого Антонія.
Від вересня 1951 її життя підтримували лише за рахунок великої кількості ліків. 25 жовтня 1951 року Амелія померла в своїй резиденції о 9ː35 ранку від нападу уремії у віці 86 років. Згідно з власним бажанням, її тіло було доправлене до Португалії й поховане у Пантеоні династії Браганса у церкві Сан-Вісенте-де-Фора у Лісабоні поруч із чоловіком та синами. Церемонія прощання відбувалася із наданням державних почестей та великому скупченні народу Лісабона.

## Родина
Чоловік — Карлуш I, король Португалії
Дітиː
- Людовик-Філіп (1887—1908) — герцог Браганський, кронпринц Португалії у 1889—1908 роках, одруженим не був, дітей не мав;
- Марія Анна (14 грудня 1887) — прожила 3 години;[8]
- Мануел (1889—1932) — король Португалії у 1908—1910 роках, письменник, був одруженим із Августою Вікторією Гогенцоллерн, дітей не мав.

## Нагороди
- Орден Непорочного зачаття Діви Марії Вілла-Викозької (Португальське королівство);
- Орден Христа (Португальське королівство);
- Орден Святої Ізабелли (Португальське королівство);
- Орден Зіркового хреста 1 класу (Австро-Угорщина);
- Орден Королеви Марії Луїзи № 867 (Іспанія);
- Золота троянда (нагорода папи римського) (1892);
- Великий хрест ордена Святої Катерини (Російська імперія) (8 червня 1895).

## Титули
- 28 вересня 1865 —22 травня 1886 — Її Королівська Високість Принцеса Амелія Орлеанська;
- 22 травня 1886 —19 жовтня 1889 — Її Королівська Високість Королівська Принцеса Португалії, Герцогиня Браганса;
- 19 жовтня 1889 —1 лютого 1908 — Її Найвірніша Величність Королева Португалії та Алгарве;
- 1 лютого 1908 —25 жовтня 1951 — Її Найвірніша Величність Королева-Матір Португалії та Алгарве.

## В мистецтві
- Є персонажем португальського серіалу «День самогубства» 2008 року. Роль королеви виконала Сусана Борхес.
- Є однією із дійових осібв іншому португальському серіалі 2008 року «Еквадор». Амелію зіграла Антонія Террінья.